# Ostrinia
Ostrinia é um gênero de mariposa pertencente à família Crambidae.